# Mistrzostwa Świata w Piłce Nożnej Kobiet 2015 (eliminacje strefy UEFA)/Grupa 4
Eliminacje strefy UEFA do Mistrzostw Świata w piłce nożnej kobiet 2015 grupy czwartej rozpoczęły się 21 września 2013 roku, zaś zakończą się 17 września 2014 roku. Biorą w niej udział sześć zespołów, które rozegrają mecz oraz rewanż z każdym przeciwnikiem w grupie. Zwycięzca grupy uzyska bezpośredni awans do turnieju finałowego, zaś zespół z drugiego miejsca będzie miał możliwość awansu do baraży o awans do mistrzostw świata.
Udział w tej grupie eliminacji biorą udział następujące zespoły:
- Bośnia i Hercegowina
- Irlandia Północna
- Polska
- Szkocja
- Szwecja
- Wyspy Owcze

## Tabela
|                      | M  | Z  | R | P | G+ | G- | +/- | Pkt |
| -------------------- | -- | -- | - | - | -- | -- | --- | --- |
| Szwecja              | 10 | 10 | 0 | 0 | 32 | 1  | +31 | 30  |
| Szkocja              | 10 | 8  | 0 | 2 | 37 | 8  | +29 | 24  |
| Polska               | 10 | 5  | 1 | 4 | 20 | 14 | +6  | 16  |
| Bośnia i Hercegowina | 10 | 2  | 3 | 5 | 7  | 19 | -12 | 9   |
| Irlandia Północna    | 10 | 1  | 2 | 7 | 3  | 19 | -16 | 5   |
| Wyspy Owcze          | 10 | 0  | 2 | 8 | 3  | 41 | -38 | 2   |

      = awans do MŚ       = awans do baraży       = brak awansu

## Wyniki
| 21 września 2013 | Szwecja                 | 2:0   | Polska |                                                                |
| 17:30 CET        | Seger 52' · Schelin 66' | (0:0) |        | Swedbank Stadion, Malmö Widzów: 6 112 Sędzia: Esther Azzopardi |

| 22 września 2013 | Wyspy Owcze     | 2:7   | Szkocja                                                                          |                                                        |
| 18:15 CET        | Sevdal 82', 83' | (0:5) | 7' Corsie · 14' Evans · 20', 29' L. Ross · 21' J. Ross · 62' Lappin · 75' Malone | Tórsvøllur, Tórshavn Widzów: 130 Sędzia: Sandra Bastos |

| 26 września 2013 | Polska                                                              | 6:0   | Wyspy Owcze |                                                              |
| 17:00 CET        | Wiśniewska 2', 27' · Balcerzak 11' · Winczo 31', 77' · Pożerska 89' | (4:0) |             | Stadion Oporowska, Wrocław Widzów: 3 874 Sędzia: Petra Chudá |

| 26 września 2013 | Szkocja                                                                                           | 7:0   | Bośnia i Hercegowina |                                                         |
| 20:35 CET        | Evans 8' · L. Ross 13' · Little 36' · Corsie 48' · J. Ross 55' · Spahić 65' (sam.) · Lappin 90+1' | (3:0) |                      | Fir Park, Motherwell Widzów: 1 061 Sędzia: Dilan Gökçek |

| 26 października 2013 | Bośnia i Hercegowina | 0:1   | Szwecja          |                                            |
| 14:00 CET            |                      | (0:1) | 34' (k.) Schelin | Bilino Polje, Zenica Sędzia: Olga Zadinová |

| 26 października 2013 | Szkocja                  | 2:0   | Irlandia Północna |                                                               |
| 18:30 CET            | J. Ross 3' · Beattie 78' | (1:0) |                   | Fir Park, Motherwell Widzów: 1 582 Sędzia: Cristina Dorcioman |

| 30 października 2013 | Irlandia Północna | 0:0   | Bośnia i Hercegowina |                                                           |
| 20:30 CET            |                   | (0:0) |                      | Mourneview Park, Lurgan Widzów: 410 Sędzia: Monica Larsen |

| 31 października 2013 | Polska | 0:4   | Szkocja                          |                                                                                 |
| 11:00 CET            |        | (0:2) | 23', 42', 46' J. Ross · 65' Love | Stadion Dyskobolii, Grodzisk Wielkopolski Widzów: 3 482 Sędzia: Carina Vitulano |

| 31 października 2013 | Szwecja                                                           | 5:0   | Wyspy Owcze |                                                                         |
| 19:00 CET            | Schelin 12' (k.), 30' · Ilestedt 14' · Asllani 18' · Hjohlman 59' | (4:0) |             | Gamla Ullevi, Göteborg Widzów: 4 411 Sędzia: Mihaela Gurdon Basimamović |

| 23 listopada 2013 | Irlandia Północna | 0:3   | Polska                           |                                                           |
| 16:00 CET         |                   | (0:2) | Pożerska 5', 29' (k.) · Szaj 88' | Mourneview Park, Lurgan Widzów: 345 Sędzia: Jana Adámková |

| 5 kwietnia 2014 | Szkocja                  | 2:0   | Polska |                                                           |
| 18:30 CET       | Evans 53' · Crichton 82' | (0:0) |        | Fir Park, Motherwell Widzów: 1551 Sędzia: Zuzana Kováčová |

| 5 kwietnia 2014 | Wyspy Owcze   | 1:1   | Bośnia i Hercegowina |                                                           |
| 20:00 CET       | Klakstein 79' | (0:1) | 24' Hasanbegović     | Tórsvøllur, Tórshavn Widzów: 200 Sędzia: Simona Ghisletta |

| 5 kwietnia 2014 | Irlandia Północna | 0:4   | Szwecja                                                |                                                           |
| 20:30 CET       |                   | (0:2) | 8', k.' Asllani · 18' Schelin · 84'Lundh · 87' Nilsson | Shamrock Park, Portadown Widzów: 100 Sędzia: Gyöngyi Gaál |

| 10 kwietnia 2014 | Bośnia i Hercegowina | 1:3   | Szkocja               |                                                             |
| 14:00 CET        | Kuliš 19'            | (1:0) | 62', 74', 86' J. Ross | Bilino Polje, Zenica Widzów: 100 Sędzia: Stéphanie Frappart |

| 10 kwietnia 2014 | Wyspy Owcze | 0:0 | Irlandia Północna |                                                             |
| 20:00 CET        |             |     |                   | Tórsvøllur, Tórshavn Widzów: 226 Sędzia: Gordana Kuzmanović |

| 8 maja 2014 | Wyspy Owcze | 0:3   | Polska                                       |                                                         |
| 18:00 CET   |             | (0:2) | 13' Siwińska · 35' (k.) Pakulska · 90' Pajor | Svangaskarð, Toftir Widzów: 182 Sędzia: Floarea Ionescu |

| 8 maja 2014 | Szwecja                               | 3:0   | Irlandia Północna |                                                                     |
| 18:30 CET   | Sjögran 12' · Seger 28' · Nilsson 74' | (2:0) |                   | Myresjöhus Arena, Växjö Widzów: 4655 Sędzia: Anastasia Pustowoitowa |

| 14 czerwca 2014 | Bośnia i Hercegowina | 1:0   | Irlandia Północna |                                                        |
| 17:00 CET       | L. Kuliš 81'         | (0:0) |                   | Bilino Polje, Zenica Widzów: 100 Sędzia: Marija Kurtes |

| 14 czerwca 2014 | Szkocja         | 1:3   | Szwecja                      |                                                              |
| 18:00 CET       | Little 19' (k.) | (1:2) | 13' Seger · 27', 52' Asllani | Fir Park, Motherwell Widzów: 2 150 Sędzia: Bibiana Steinhaus |

| 18 czerwca 2014 | Bośnia i Hercegowina | 1:1   | Polska    |                                                    |
| 17:00 CET       | Mika 45+3' (sam.)    | (1:0) | 63' Pajor | Bilino Polje, Zenica Widzów: 40 Sędzia: Rhona Daly |

| 19 czerwca 2014 | Wyspy Owcze | 0:5   | Szwecja                                                |                                                           |
| 19:00 CET       |             | (0:3) | 11' Seger · 19' Schough · 35', 50' Schelin · 84' Lundh | Tórsvøllur, Tórshavn Widzów: 313 Sędzia: Sofia Karagiorgi |

| 19 czerwca 2014 | Irlandia Północna | 0:2   | Szkocja                  |                                                     |
| 20:45 CET       |                   | (0:1) | 44' Little · 77' J. Ross | Solitude, Belfast Widzów: 519 Sędzia: Olga Zadinová |

| 20 sierpnia 2014 | Bośnia i Hercegowina     | 2:0   | Wyspy Owcze |                                                              |
|                  | Nikolić 46' · Spahić 66' | (0:0) |             | Solitude, Belfast Widzów: 619 Sędzia: Tania Fernandes Morais |

| 21 sierpnia 2014 | Polska | 0:4   | Szwecja                                      |                                                                                                  |
|                  |        | (0:1) | 8', 71' Schelin · 56' Asllani · 89' Sembrant | Stadion Miejski im. Kazimierza Deyny, Starogard Gdański Widzów: 1 500 Sędzia: Stéphanie Frappart |

| 13 września 2014 | Szwecja                         | 3:0   | Bośnia i Hercegowina |                                                              |
| 15:30 CET        | Nilsson 5' · Schelin 45+2', 73' | (2:0) |                      | Gamla Ullevi, Göteborg Widzów: 6 664 Sędzia: Zuzana Kováčová |

| 13 września 2014 | Polska                                      | 4:0   | Irlandia Północna |                                                          |
| 16:00 CET        | Sikora 33' · Pajor 36', 68' · Balcerzak 41' | (3:0) |                   | Motoarena Toruń, Toruń Widzów: 572 Sędzia: Sharon Sluyts |

| 13 września 2014 | Szkocja                                                                                       | 9:0   | Wyspy Owcze |                                                           |
| 18:30 CET        | Little 6' · Weir 10' · J. Ross 11', 46', 52' · Corsie 57', 70' · Crichton 59' · Beattie 90+2' | (3:0) |             | Fir Park, Motherwell Widzów: 1 292 Sędzia: Séverine Zinck |

| 17 września 2014 | Szwecja                  | 2:0   | Szkocja |                                                            |
| 18:00 CET        | Sjögran 7' · Schelin 76' | (1:0) |         | Gamla Ullevi, Göteborg Widzów: 9 104 Sędzia: Teodora Albon |

| 17 września 2014 | Polska                                      | 3:1   | Bośnia i Hercegowina |                                                          |
| 18:30 CET        | Pakulska 19' (k.) · Pajor 29' · Kamczyk 33' | (3:1) | 42' Ahmić            | Stadion OSiR, Włocławek Widzów: 3 780 Sędzia: Amy Rayner |

| 17 września 2014 | Irlandia Północna                    | 3:0   | Wyspy Owcze |                                                           |
| 20:30 CET        | Furness 21' (k.), 90+1' · Nelson 52' | (1:0) |             | Mourneview Park, Lurgan Widzów: 365 Sędzia: Lilach Asulin |

## Strzelczynie
13 goli
- Jane Ross

12 goli
- Lotta Schelin

6 goli
- Kosovare Asllani

5 goli
- Ewa Pajor

4 goli
- Rachel Corsie
- Kim Little
- Lina Nilsson
- Caroline Seger

3 gole
- Patrycja Pożerska
- Lisa Evans
- Leanne Ross
- Emma Lundh

2 gole
- Patrycja Balcerzak
- Agnieszka Winczo
- Natalia Pakulska
- Patrycja Wiśniewska
- Heidi Sevdal
- Rachel Furness
- Jennifer Beattie
- Leanne Crichton
- Suzanne Lappin

1 gol
- Eldina Ahmić
- Melisa Hasanbegović
- Lidija Kuliš
- Monika Kuliš
- Milena Nikolić
- Amira Spahić
- Eyðvør Klakstein
- Julie Nelson
- Aleksandra Sikora
- Jolanta Siwińska
- Magdalena Szaj
- Joanne Love
- Suzanne Malone
- Caroline Weir
- Jenny Hjohlman
- Amanda Ilestedt
- Therese Sjögran
- Linda Sembrant
- Olivia Schough

bramki samobójcze
- Amira Spahić (grając przeciwko Szkocji)
- Marta Mika (grając przeciwko Bośni i Hercegowinie)